# Classe Min Jiang
Pour les articles homonymes, voir Min Jiang.
La classe Min Jiang est une classe de mouilleur de mines de la Marine de la république de Chine.

## Historique
La classe Min Jiang est spécifiquement affectée aux missions de mouillage rapide de mines. Cette tâche était auparavant affectée par des navires de débarquement, mais avec des résultats jugés pas suffisamment efficaces, notamment en eaux agitées.
Elle fait l'objet d'un contrat de quatre navires établi en 2017, dont le coût de fabrication total revient à un montant de 917,77 millions NT$.
La fabrication est assurée par Lungteh Shipbuilding (en), sur son site du comté de Yilan. La classe Min Jiang est de fait la première classe de mouilleur de mines de construction locale.
Le chantier du premier exemplaire débute le 24 mai 2019 ; les deux derniers exemplaires sont livrés le 16 décembre 2021.
Les deux premiers navires de cette classe de navire sont mis en service le 14 janvier 2022.

## Caractéristiques
Les navires de classe Min Jiang, longs de 41 m et larges de 8,8 m, d'un tirant d'eau de 1,607 m, ont un déplacement à pleine charge de 315 tonnes,. Ils peuvent naviguer à une vitesse maximale de 14 nœuds.
Chaque navire est équipé d'un canon T-75 (en) de 20 mm sur la proue. Une mitrailleuse T-74 de 7,62 mm et trois pistes de mouillage de mines sont installées sur chaque côté de l'édifice. Un système de mouillage automatique développé par l'institut national Chungshan des sciences et des technologies (en) équipe également chaque navire.

## Liste des navires
- FMLB-1
- FMLB-2
- FMLB-3
- FMLB-5[Note 1]

L'acronyme FMLB signifie Fast Mine Laying Boat, soit bateau rapide de mouillage de mine.

## Utilisation
Les deux premiers exemplaires sont intégrés à deux escadrilles de mouillage de mines spécialement formées à cette occasion, affectées à la base navale de Zuoying sous la 192e flotte de la Marine de la république de Chine.